# Vera Colombo
Vera Colombo (Milano, 10 agosto 1931 – Milano, 27 novembre 1999) è stata una ballerina italiana.

## Biografia
Vera Colombo studia alla Scuola di Ballo del Teatro alla Scala di Milano diplomandosi nel 1952. Dal 1954 al 1975 è prima ballerina della Scala.
Grande interprete delle coreografie di George Balanchine, balla con i protagonisti della danza dell’epoca: Rudol'f Nureev, Paolo Bortoluzzi, Roberto Fascilla, Liliana Cosi, Carla Fracci solo per citarne alcuni.
Con Paolo Bortoluzzi la Colombo interpreta i titoli più popolari del repertorio classico: dal Ballo Excelsior a Giselle, dal Il lago dei cigni fino a La bella addormentata e Lo schiaccianoci.
Verso la fine degli anni ’50 del secolo scorso, Vera Colombo è protagonista di una accesa rivalità con Carla Fracci che contribuisce a tenere alto l’interesse per il balletto e il teatro scaligero. L’episodio è anche raccontato dalla stessa Carla Fracci nel suo libro Passo dopo passo.
È considerata una delle maggiori interpreti di Giselle.

## Video
- Vera Colombo e Rudolf Nureyev, su youtube.com.